# Šťavelan železnatý
Šťavelan železnatý je organická sloučenina a železnatá sůl kyseliny šťavelové. Vytváří hydráty, které jsou, stejně jako bezvodá sůl, oranžové pevné látky špatně rozpustné ve vodě.

## Struktura
Dihydrát, FeC2O4*2 H2O, vytváří koordinační polymer, skládající se z železnatých center propojených šťavelanovými můstky, kde jsou na každý navázány dva aqua ligandy.
Při zahřátí se tato sloučenina dehydratuje a následně rozkládá na směs oxidů železa a samozápalného práškového železa, oxid uhličitý, oxid uhelnatý a vodu.

## Výskyt
Minerály obsahující bezvodý šťavelan železnatý nejsou známy, dihydrát se vyskytuje jako humboldtin. Podobný, ale složitější, je stepanovit, Na[Mg(H2O)6][Fe(C2O4)3]·3H2O - patřící mezi trisoxalatoželeznatany.